# Ampulloclitocybe
Ampulloclitocybe Redhead, Lutzoni, Moncalvo & Vilgalys (białolejkówka) – rodzaj grzybów z rodziny wodnichowatych (Hygrophoraceae).
Polską nazwę zaproponowała grupa mykologów w 2015, a w 2021 jej używanie zarekomendowała Komisja ds. Polskiego Nazewnictwa Grzybów Polskiego Towarzystwa Mykologicznego

## Systematyka
Pozycja w klasyfikacji według Index Fungorum: Hygrophoraceae, Agaricales, Agaricomycetidae, Agaricomycetes, Agaricomycotina, Basidiomycota, Fungi.
Gatunki:
- Ampulloclitocybe avellaneoalba (Murrill) Harmaja;
- Ampulloclitocybe clavipes (Pers.) Redhead, Lutzoni, Moncalvo & Vilgalys. – białolejkówka buławotrzonowa